# سنبل تششمة
سنبل تششمة هي قرية في مقاطعة سميرم، إيران. عدد سكان هذه القرية هو 107 في سنة 2006.